# Mały Szarysz
Mały Szarysz (słow. Malý Šariš) – wieś (obec) na Słowacji w powiecie Preszów.

## Położenie geograficzne
Mały Szarysz leży na Wyżynie Szaryskiej, w dolinie Potoku Szaryskiego (słow. Šarišský potok). Środek wsi znajduje się 280 m n.p.m. Obszar jest zbudowany z fliszu karpackiego.

## Historia wsi
Teren wsi ludzie zamieszkiwali już w późnej epoce kamienia i na początku epoki brązu. Świadczą o tym znaleziska (nawet, gdy trzeba przyznać, że tylko pojedyncze) – czyli groby wschodniosłowackiej kultury nagrobkowej. Ludność tej kultury, zajmująca się pasterstwem, nie miała prawdopodobnie stałego siedliska. Pasterze ze swoimi stadami wędrowali ciągłymi grzebieniami wzdłuż wschodniosłowackich rzek, gdzie stawiali swoim zmarłym nagrobki.
Przy wyprowadzaniu nazwy wsi źródła nie są spójne. W węgierskich wzmiankach z XIII – XIV wieku nazwa Szarysz pojawia się jako Saros i Sarus. Obydwie nazwy są prawdopodobnie zniekształceniami starszej słowiańskiej nazwy Šariš – pojawiającej się w źródłach polskiego pochodzenia – Sarus jako forma zlatynizowana, Saros jako forma zmadziaryzowana. W każdym przypadku wsi dał imię „ojczysty” Wielki Szarysz. Domniemywa się, że wraz ze wzrostem liczby ludności w podegrodziu i zwiększeniem areału rolnego powstało nowe osiedle z rozróżniającym przymiotnikiem Mały, który jest używany w językach węgierskim, niemieckim, łacińskim oraz w słowackim: 1248 Kis (węg. mały) Sarus, 1465 Kyssaros, 1600 Kys Saaros, 1773 Mali Sariss, 1850 Klein (niem. mały) – Scharosch, 1869 Kis – Sáros, od 1921 Malý Šariš.

### Sport
- Klub piłkarski Šľachtiteľ Malý Šariš

## Gospodarka i infrastruktura
- Stacja hodowlano-badawcza Mały Szarysz
- Centrum logistyczne Mały Szarysz
- Ubojnia Šagat